# Sissi (revista de Bruguera)
Revista Femenina Sissi fue una revista de la editorial española Bruguera que se publicó semanalmente entre 1958 y 1963, dirigida principalmente a un público femenino adolescente. Constó de 273 números ordinarios, cuatro números extraordinarios y cinco almanaques, cuyos contenidos se dividían a partes iguales entre historietas por un lado, y artículos y secciones de correo por otro. Su éxito propició que Bruguera lanzara otras revistas que también empleaban el nombre Sissi: Sissi, cuentos para niñas (posteriormente renombrada como Sissi Juvenil) y Sissi, selección de novelas gráficas.

## Contexto y trayectoria

### Aparición
Sissi sale a la venta por primera vez en marzo de 1958, en un periodo en el que Editorial Bruguera había afianzado su presencia en el mercado y planeaba expandirse con la creación de productos dirigidos a diversos públicos. De hecho, el título de la cabecera se eligió con la intención de capitalizar el éxito de la saga de películas de la emperatriz Sissi, aunque la publicación solo incluyó algunas historietas y portadas dedicadas a la aristócrata austríaca y otras muchachas de la nobleza durante un tiempo, para después optar por historias con entornos más cercanos a las lectoras.

### Éxito y expansión
Pese a tener que competir con otras revistas juveniles femeninas como Florita (Hispanoamericana, 1949-1961) y Mariló (Valenciana, 1950-1960), las ventas de Sissi debieron de ser buenas, puesto que a partir de 1959 publicó un total de ocho números extraordinarios con el doble de páginas y más caros, entre 4-5 pesetas.  
Otra forma de calcular el éxito de Sissi es a través de la aparición de revistas hermanas. La primera de estas apareció en marzo de 1959, Sissi. Cuentros para niñas, e iba dirigida a un público infantil, predominando solamente las historietas románticas con ambientación fabulosa o histórica. La segunda apareció en junio de 1959, Sissi. Suplemento de novelas gráficas, y poseía una estructura muy similar a Sissi, solo que ofrecía historietas románticas más largas, de hasta seis páginas.

### Desaparición
Durante la primera mitad de los años sesenta del siglo XX se produjo una crisis generalizada de las publicaciones juveniles femeninas existentes, que fueron cerrando una tras otra sin que surgiera una auténtica alternativa que tomase su relevo. Las razones de ello pueden deberse a la introducción cada vez mayor de la televisión en los hogares y a los cambios en los modos de vida, que hacen que las lectoras ya no acepten el relato romántico tradicional que se les estaba ofreciendo.

## Contenido, autores y autoras
Sissi mezclaba contenidos diversos en sus veinte páginas. La portada solía estar dedicada a algún actor o actriz, incluía también chistes gráficos, historietas románticas que podían durar varios números, biografías de famosos, estrenos cinematográficos, consejos femeninos, relatos románticos y secciones de correspondencia, entre otros.
A diferencia de otras revistas dirigidas al público femenino que también habían mezclado historietas y texto, Sissi destacó por la importancia dada al romance y los contenidos sentimentales. La ausencia de secciones dedicadas a la religión o a educar a través de la vida de personajes ilustres marcan por lo tanto un nuevo estilo de publicación, más interesada en entretener que en educar. De hecho, las protagonistas de las historietas superan con creces el rol de amas de casa, desarrollando en muchos casos trabajos remunerados fuera del hogar, si bien hay una tendencia a presentar el noviazgo y el matrimonio como la única forma de auténtica realización femenina.
Los contenidos cómico-sentimentales de Sissi se nutrieron principalmente de autores nacionales que también publicaban en otros títulos de Editorial Bruguera, tales como Ángel Nadal con “Maripili y Gustavito, todavía sin pisito”, Íñigo Hernández con “Cherlito y Marisita, cada una con su parejita”, José Peñarroya con “Floripondia Piripí, se pirra por dar el sí”, Roberto Segura con “Piluca, niña moderna” o Sanchis con “La costilla de Adán… ¡vaya hueso!”. Por su parte, las historietas románticas eran creadas por autores como Ángel Pardo y unas jóvenes y primerizas Carmen Barbará y Purita Campos.
También hubo algunos contenidos extranjeros, como “La pequeña Lulú”, aunque fueron minoritarios debido a las normas españolas de la Dirección General de Prensa, que ponía más restricciones al material producido fuera de España.

## Público
La revista Sissi estaba dirigida en un primer momento a chicas adolescentes, aunque sus contenidos intentaban atraer también a varones y mujeres casadas. Prueba de ello es que en sus secciones de correspondencia también aparecían cartas de chicos, en las que no era extraño encontrar cartas firmadas por jóvenes que estaban haciendo el servicio militar y otros que ya estaban en la veintena.

## Legado
Sissi fue la primera revista juvenil femenina de éxito de la Editorial Bruguera, y tras su desaparición con el número 273 (1963) su estilo fue recogido por Sissi. Cuentos para niñas, que primero pasó a llamarse Sissi juvenil (1959) y luego simplemente Sissi (1966). 
Esta revista se siguió publicando hasta 1967; su último número fue el 443. En la década de los setenta el concepto de Sissi sería puesto al día y adaptado a los nuevos tiempos en la revista juvenil femenina Lily, continuando de hecho con la numeración de su antecesora.
Algunas de las historietas publicadas en Sissi serían reeditadas posteriormente en la revista Susy, secretos del corazón, publicada por la editorial mexicana Novaro, alcanzando por lo tanto numerosos países de Hispanoamérica.